# بالبیر سینگ کولار
بالبیر سینگ کولار (انگلیسی: Balbir Singh Kullar; ۸ اوت ۱۹۴۲ - ۲۸ فوریه ۲۰۲۰) بازیکن هاکی روی چمن اهل هند بود.
وی در مسابقات کشوری و بین‌المللی در مجموع برندهٔ ۲ مدال طلا، ۱ مدال برنز شده‌است.